# Abbas ibn Xith
Abbas ibn Xith fou un sobirà xansabànida de Ghur, probablement amb títol d'emir. Era fill de Shith ibn Muhammad, i net del primer sobirà conegut Muhammad ibn Suri Shansabani. Va enderrocar en un cop de palau al seu oncle Abu Ali ibn Muhammad Shansabani. Es va esforçar per fortificar i reconstruir els castells del país i segurament fou sota el seu govern que els shansabànides van preparar el camí per obtenir l'hegemonia al Ghur sobre els altres caps locals de la regió, que eren els del baix Hari Rud, el de la regió on després va estar Firuzkuh, el de la comarca de la moderna Khwadja-Čisht (el districte anomenat pels àrabs Bilal al-Djibal), i els de Djurwas a l'extrem nord-oest de Ghur (i potser altres no coneguts). El districte de Djurwas era el més important després del dels shansabànides, i el governava la dinastia dels shithanis, i havia caigut sota influència gaznèvida el 1020. Encara que segurament les lluites van seguir segurament durant força temps, les construccions militars d'Abbas van tenir de ben segur importància militar. Però per contra li van causar la pèrdua de suport; les principals famílies, o oprimides o ofegades amb serveis i impostos, van demanar ajut al sultà gaznèvida Ibrahim segurament no gaire després de pujar al tron el 1059. Ibrahim va fer una expedició a Ghur, el va deposar i va posar al tron al seu fill Muhammad ibn Abbas Shansabani.